# X. Kelemen pápa
X. Kelemen (1590. július 13., Róma – 1676. július 22., Róma) a katolikus egyház 239. pápája 1670-től haláláig. Megkoronázásakor még éppen nem töltötte be nyolcvanadik életévét, de mindenképpen látszott rajta a hosszú évtizedek megviseltsége. Elődje, a nála tíz évvel fiatalabb IX. Kelemen pápa halálos ágyán szentelte fel őt bíborosnak, mintegy előre megérezve azt, hogy a halála utáni konklávé senkiben nem tud majd megegyezni. Ezért a bíborosok a régi bevált módszer mellett döntöttek, és megválasztották azt a bíborost, aki kora miatt nem sokáig uralkodik majd. Kelemen hevesen tiltakozott megválasztása ellen, de végül rábeszélték az uralkodásra, amely hat éven keresztül tartott. Mindenekfelett erkölcsös és békeszerető ember volt, de magas kora miatt leginkább bíboros-neposa, Paoluzzi-Altieri bíboros kormányzott. Kelemen szabályozta a szentek relikviáinak tiszteletét, a római kereskedelmi adók megemelésével főleg a városban szolgáló követeket bőszítette fel. 1675-ben Szentévet hirdetett meg, segítette a lengyelek és a magyarok harcait a törökök ellen, és vitába keveredett XIV. Lajos, francia királlyal.

## Életének első nyolc évtizede
1590. július 13-án született Rómában eredetileg Emilio Bonaventura Altieri néven. Apja, Lorenzo Altieri az örök város egyik legrégebbi nemesi családjának feje volt. Egy velencei nemes leányát, Victoria Deiphinit vette feleségül. Frigyükből mindössze egyetlen fiúgyermek született, ezért a családi név fenntartása később nehézséget jelentett Emiliónak is. Rómában tanult, majd a jogi egyetem elvégeztével 1623-ban Gianbattista Lancelotti bíboros szolgálatába állt, aki hamarosan Lengyelország nunciusa lett. Kiváló munkájának és a bíboros közbenjárásának köszönhetően, miután visszatért Rómába Camerino püspöke, Loreto és egész Umbria kormányzója lett. VIII. Orbán pápa őt küldte Ravennába, hogy védje meg a várost és birtokait a szabályozatlan Pó-folyó áradásaitól.

X. Ince Nápoly nunciusává nevezte ki, ahol nyolc éven keresztül képviselte a pápai udvart. VII. Sándor Lengyelország nunciusává nevezte ki, majd hazatérte után az inkvizíció egyik tanácsadója lett, és a pápai kincstár főfelügyelője. IX. Kelemen pápa maestro di camera címmel ruházta fel 1667-ben és a Püspökök és Szerzetesek Kongregációjának vezetőjévé tette.

## Békeszerető pontifikátus

### IX. Kelemen halálos ágyától a tiaráig
Emilio életének első hetvenkilenc évét úgy élte le, hogy sosem vágyott fényes karrierre, nem volt ambiciózus, és mindig elégedett volt azzal, amit addig véghez vitt az egyházon belül. A pápai udvarban mindenki tisztelte, mivel ötvöződött benne a tudás és az egyházhoz méltó erkölcs és jóság. Mindez alaposan felfordult, miután IX. Kelemen pápa halálos ágyán bíborosi kinevezést adott át Emiliónak, és hozzáfűzte, hogy "Te leszel a mi utódunk". 

A nagy megtiszteltetés váratlanul érte Altieri bíborost, és tisztában volt vele, hogy a hamarosan örök jólétre szenderülő egyházfőnek a halála utáni politikai vitába már nem sok beleszólása lesz. Kelemen temetése és az előírt gyász megtartása után a bíborosi kollégium 1669. december 20-án ült össze. A pápaválasztást megnyitó misén mindössze ötvenhét kardinális vett részt, amely hamarosan hatvankettőre emelkedett, de a hosszú hónapokig elhúzódó konklávé alatt ez a szám folyton változott. Az európai nagypolitika egyre jobban kiélezte a francia és a spanyol korona ellentétét, ezért nem is csoda, hogy a bíborosok sem jutottak gyorsan egyről a kettőre. A konklávé négy hónapon és húsz napon keresztül húzódott. A spanyol és francia érdekek összecsapása mellett az itáliai kardinálisoknak is döntő szerep jutott. Az első komolyabb szavazás eredménye erre egyértelműen rámutatott. A franciák által támogatott Giannicola Conti bíboros 22 szavazatot kapott, míg a néhai pápa unokaöccse, Rospigliosi bíboros a spanyolok jóvoltából harminc támogatót tudhatott magáénak, amely az accessust követően 33-ra emelkedett. Az itáliaiak pedig 23 szavazattal támogatták Cerri bíborost. A kétharmados többség tehát messze állt minden jelölttől, és legalább két párt megegyezését követelte. Az elnyúló vita során több kardinális is megbetegedett, sőt volt, aki meghalt, így a vitát a szembenálló felek egy "átmeneti" megoldással akarták lezárni.

A pápaválasztás történetében nem volt ritka idős, beteg bíborost pápává emelni, mivel az várhatóan erőtlen és mindenekelőtt rövid pontifikátus előtt áll. Így esett a konklávé választása Altieri bíborosra, aki minden erejével ellenezte megválasztását. Elítélte a konklávét, amiért a pápai köntöst halotti lepelként terítették rá, és még álmából is felriadt a konklávé után, és azt üvöltötte, hogy Nem akarok pápa lenni!.
A bíborosok viszont addig győzködték Emiliót, hogy végül 1670. május 11-én pápává koronázták a Szent Péter-bazilikában. Elődje iránti tisztelete jeléül a X. Kelemen uralkodói nevet választotta.

### Egy öreges uralkodás kezdete
A májusi koronázási ünnepségek után Kelemen még mindig nem értett egyet a bíborosi kollégium döntésével, de a szent hivatalba már beiktatták, és onnan már nem volt visszaút. A szent kötelességnek, noha egy porcikája sem kívánta, teljes erejével igyekezett megfelelni. A koronázást követő legelső napokban Kelemen leginkább családi ügyekkel foglalatoskodott. Az Altieri család mindig hűen támogatta a katolikus egyházat, és több férfi tagja is az egyház szolgálatába lépett. A cölibátus miatt ez a család férfi ágának kihalásához vezetett, ezért a pápa igyekezett valahogyan tovább életben tartani az ősi Altieri nevet. Éppen ezért Kelemen nevére vette a Paluzzi családot, miután egyikük feleségül vette Laura Caterina Altierit, a család egyetlen örökösét. A házasság után Kelemen bíboros-neposává nevezte ki Laura újdonsült férjének egyik nagybátyját, immáron családjának tagját, Paluzzo Paluzzi Altieri degli Albertonit. A pápa eleinte azt bízta rá, amit betegsége és kora miatt ő maga nem tudott elvégezni, de az évek múltával Kelemen egyre inkább bíboros-neposára bízta a kormányzás feladatait. A rómaiak nem örültek túlzottan a bíborosnak, és azt mesélték róla, hogy a négy egyházfői feladatból Kelemené maradt a benedicere et sanctificare, azaz az imádkozás és a szentelés, de Paluzzi-Altieri bíboros magának halászta el a regere et gubernare, vagyis az uralkodás és a kormányzás jogát. Kelemen tehát ilyen viszonyok között költözött be június 8-án a Lateránba.

### Szentek és relikviáik
Kelemen a katolikus hit egyik alappillérjének tartotta a szentek életét, a szentté avatást és azok tiszteletét. Úgy vélte, a szentek példáján keresztül mindenkihez közelebb juthat az egyház és a hit. Éppen ezért 1671. április 12-én öt szentet avatott fel:
- Thienei Szent Cajetanust, a teatinusok alapítóját.
- Borgia Szent Ferencet, Gandia hercegét, Lombay márkiját és Katalónia alkirályát, aki a jezsuiták egyik legkiemelkedőbb alakja volt.
- Benizi Szent Fülöpöt, firenzei nemest, aki a szerviták közé állt, majd sikerült megállítania a rend hanyatlását.
- Bertrán Lajost, domonkos szerzetest.
- Limai Rózát, Amerika első szentjét.

## Művei
- Documenta Catholica Omnia (latin nyelven). Cooperatorum Veritatis Societas. (Hozzáférés: 2011. december 6.)